# Svatopluk Schäfer
Svatopluk Schäfer (12 maggio 1921 – 15 agosto 1996) è stato un calciatore cecoslovacco, di ruolo portiere.

## Carriera

### Nazionale
Debutta in Nazionale il 30 ottobre 1949, tenendo la rete inviolata nella sfida vinta 2-0 sulla Polonia.